# MooPolice
MooPolice là một trình khách BitTorrent nhỏ gọn và trong sạch (không chứa phần mềm quảng cáo và phần mềm gián điệp). MooPolice được viết dựa trên thư viện libtorrent của Linux/Unix. MooPolice hỗ trợ ánh xạ cổng UPnP (tiếng Anh: Universal Plug and Play), tải về nhiều tệp torrent cùng một thời điểm, DHT, trao đổi máy đồng đẳng (tiếng Anh: Peer exchange (PEX)), ngoài ra MooPolice có một giao diện người dùng trực quan và thân thiện với người dùng.
MooPolice là một lựa chọn tốt nhất cho yêu cầu tiêu tốn ít tài nguyên CPU và bộ nhớ.